# إدغار شاهين
إدغار شاهين (بالفرنسية: Edgar Chahine) هو مصمم مطبوعات ورسام وفنان فرنسي، ولد في 31 أكتوبر 1874 في فيينا في النمسا، وتوفي في 18 مارس 1947 في باريس في فرنسا.